# Колібрі-капуцин білогорлий
Колі́брі-капуци́н білогорлий (Schistes albogularis) — вид серпокрильцеподібних птахів родини колібрієвих (Trochilidae). Мешкає в Колумбії і Еквадорі. Клинодзьобий колібрі-капуцин раніше вважався підвидом клинодзьобого колібрі-капуцина, однак був визнаний окремим видом.

## Опис
Довжина птаха становить 8,6-9,3 см, вага 3,5-4,1 г. У самців лоб зелений, блискучий, верхня частина тіла яскраво-зелена. На горлі з боків у них є блискучі фіолетово-сині плями, на верхній частині грудей широка біла смуга. Решта нижньої частини тіла темно-зелена. Скроні чорнуваті, за очима білі смужки. Хвіст округлий, бронзово-зелений. Дзьоб короткий, загострений, довжиною 15 мм. У самиць відблиск на лобі відсутній, горло у них біле.

## Поширення і екологія
Білогорлі колібрі-капуцини мешкають в горах Західного хребта Колумбійських Анд і на західних схилах Центрального хребта, а також на західних схилах Еквадорських Анд. Вони живуть у вологих гірських і хмарних тропічних лісах та на узліссях, часто поблизу струмків. Зустрічаються переважно на висоті від 800 до 2000 м над рівнем моря. Ведуть переважно осілий спосіб життя, однак під час негніздового періоду деякі птахи трапляються у більш широкому діапазоні висот.
Білогорлі колібрі-капуцини живляться нектаром квітучих чагарників, ліан і невисоких дерев з трубчастими квітами, а також комахами, яких ловлять в польоті. Часто вони проколюють квітку біля основи, "викрадаючи" нектар.